# Dunmore East

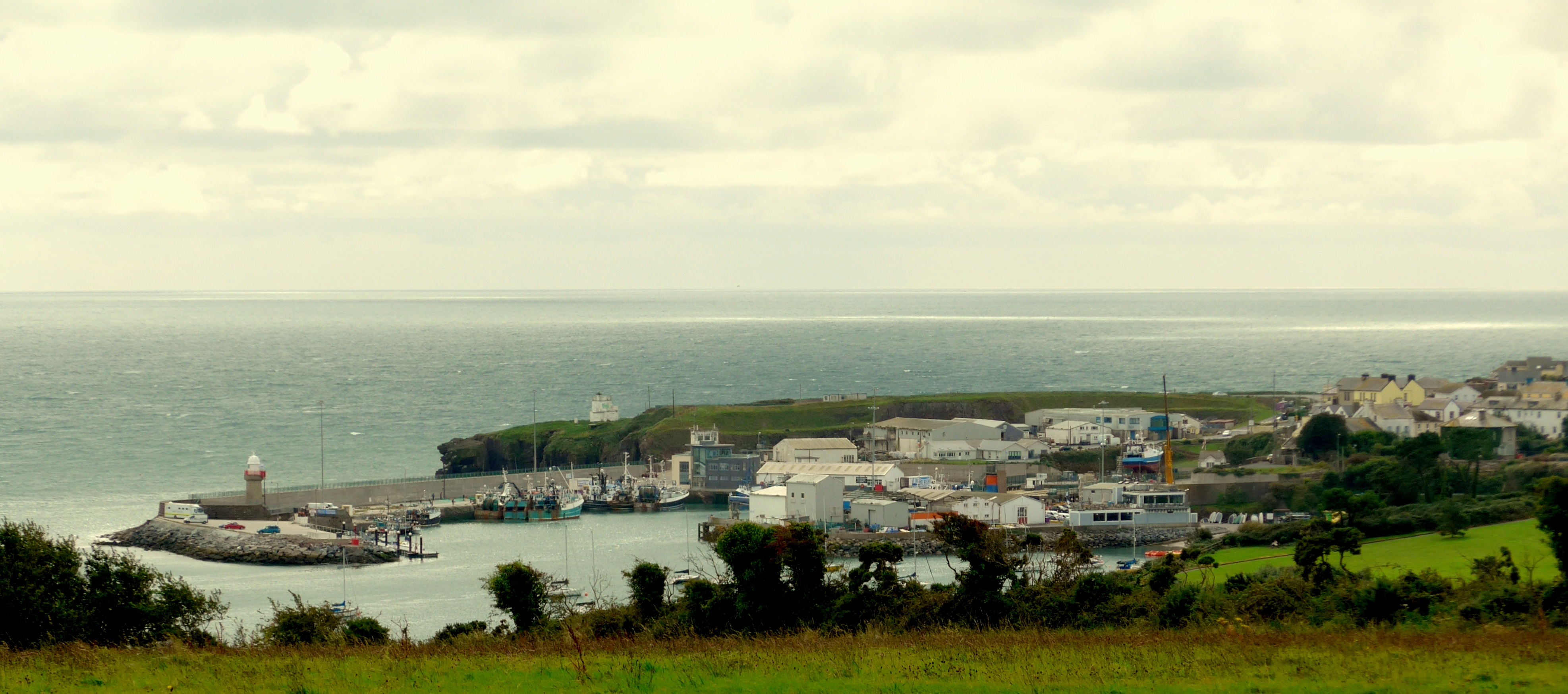
Vissershaven van Dunmore East

Dunmore East is een vissersplaats in het Ierse graafschap Waterford. De plaats telde in 2011 1560 inwoners.